# Харингтон (Делавер)
Харингтон (енгл. Harrington) град је у Округу Кент у америчкој савезној држави Делавер. По попису становништва из 2010. у њему је живело 3.562 становника

## Демографија
| Група             | 2000.         | 2010.         |
| Белци             | 2.340 (73,7%) | 2.381 (66,8%) |
| Афроамериканци    | 687 (21,6%)   | 829 (23,3%)   |
| Азијати           | 14 (0,4%)     | 28 (0,8%)     |
| Хиспаноамериканци | 80 (2,5%)     | 183 (5,1%)    |
| Укупно            | 3.174         | 3.562         |